# 施利本的弗蕾德里克
施利本的弗蕾德里克（德語：Friederike von Schlieben，1757年2月28日—1827年12月17日），什勒斯維希-霍爾斯坦-森訥堡-貝克公爵夫人，丹麥國王克里斯蒂安九世的祖母。

## 家庭
1780年，弗蕾德里克與什勒斯維希-霍爾斯坦-森訥堡-貝克公爵腓特烈·卡爾·路德維希結婚，兩人共有1子2女：
1. 弗蕾德里克（1780年—1862年）
2. 路易絲（英语：Princess Luise of Schleswig-Holstein-Sonderburg-Beck）（1783年—1803年）
3. 腓特烈·威廉（1785年—1831年）